# Epillio
L'epillio è un breve componimento a carattere epico che tratta episodi marginali del mito, come suggerisce l'etimologia del termine: in greco, infatti, ἐπύλλιον (epýllion) vuol dire "piccolo epos". 

## Caratteristiche ed esempi
Anche se il termine è riscontrabile ufficialmente nel II secolo d.C. con Ateneo, esso veniva, plausibilmente, usato già da tempo.
Si tratta, fondamentalmente, di un poemetto narrativo in esametri dattilici, di breve estensione, come, ad esempio, i 75 versi dell'Idillio XIII di Teocrito; probabilmente la lunghezza dipendeva anche dal fatto che, oltre i 1600 versi, esso non era più considerabile un epillio, in quanto avrebbe occupato due rotoli di papiro. Ha carattere erudito, è scritto per lo più in esametri, si diffonde in età alessandrina, quando si prediligono forme poetiche brevi e concentrate.
L'epillio si caratterizza per la sua struttura ad anello: racconti che presentano digressioni interne, ospitando altri racconti. La digressione è introdotta con un pretesto che può essere rappresentato dal racconto di un personaggio o dalla descrizione di un elemento figurativo (come il ricamo del cuscino nuziale nel carme 64 di Catullo). Il rapporto tra le vicende narrate è complesso e spesso, come accade in Catullo, si tratta di vicende affini ma con esiti contrapposti.
Callimaco fu uno dei poeti più importanti che adoperarono questo genere, come evidenziato nel poemetto Ecale che servì da modello agli altri. Di età alessandrina sono, ancora,  quelli di Teocrito, come Eracle bambino, e di Mosco, sul mito di Europa.
Nella letteratura latina l'esempio più significativo di epillio è il carme 64 di Catullo, che consta di 408 esametri ed ha argomento epico, le nozze di Peleo e Teti, genitori dell'omerico Achille, ponendosi come una delle più importanti novità apportate dalla poesia neoterica nella letteratura latina. Nella tarda antichità, infine scrissero epilli Trifiodoro, con la Iliupersis, Colluto, con il Ratto di Elena, Museo, con Ero e Leandro e, in ambito latino, Draconzio, con la Tragedia di Oreste.